# Baile de máscaras

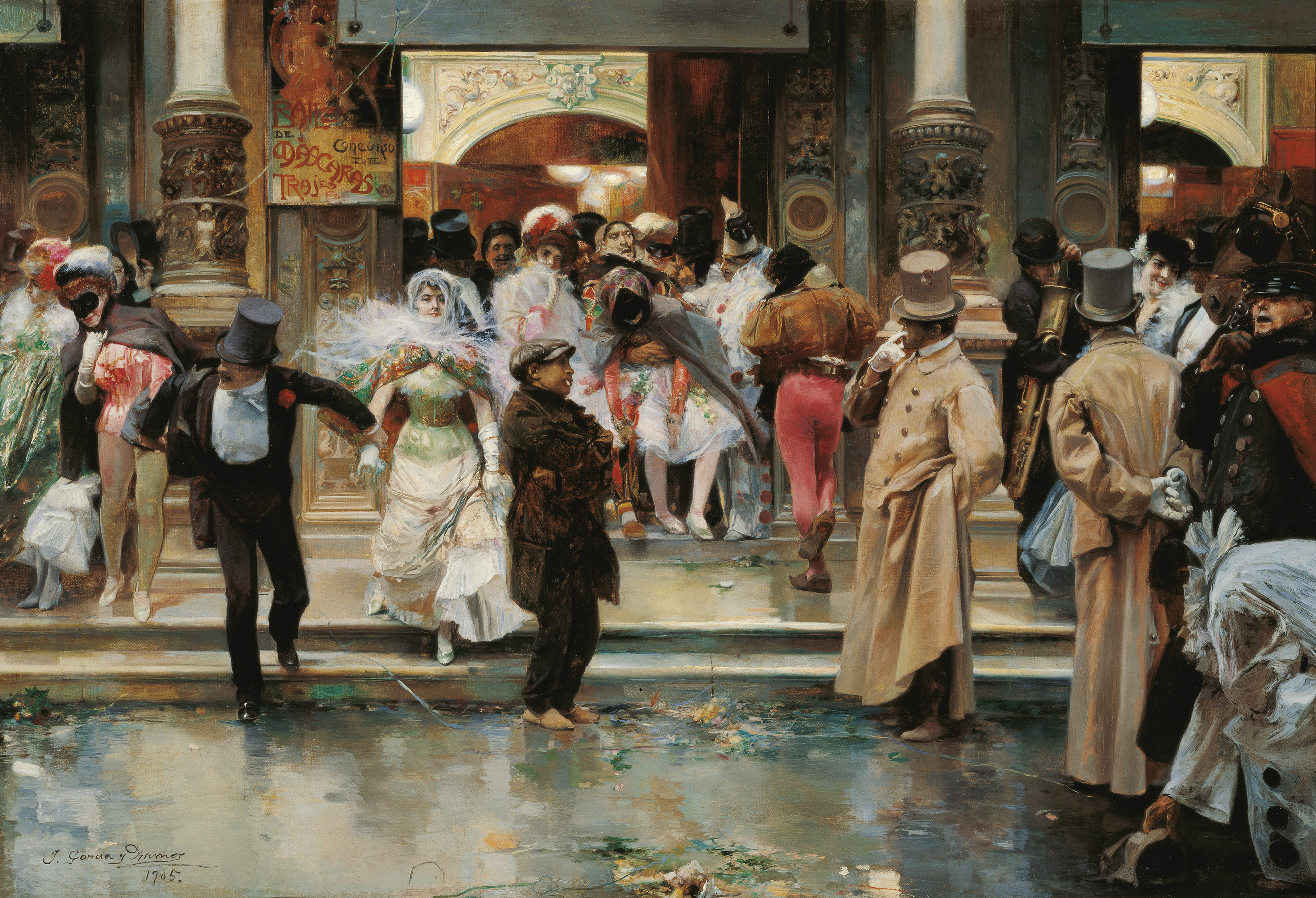
Salida de un baile de máscaras en 1905. Óleo de José García Ramos.

Baile de máscaras (o bal masqué) es un evento en el cual los participantes asisten en disfraces utilizando una máscara. Puede verse a manera de comparación la palabra "mascarada", que es una forma de entretenimiento cortesano festivo.

## Historia

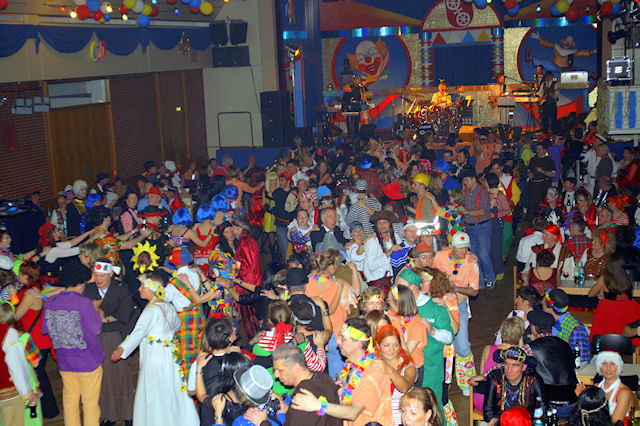
Baile de máscaras en 2008.

Los bailes de máscaras fueron una característica de la temporada de Carnaval en el siglo XV, e involucraban cada vez más la celebración de alegóricas Entradas Reales, festividades al aire libre y procesiones triunfales celebrando bodas y otros eventos dinásticos de la vida de corte medieval tardía. El "Bal des Ardents" ("Baile de los hombres que arden") fue llevado a cabo por Carlos VI de Francia, y fue previsto como un Bal des sauvages ("Baile de los salvajes"), una forma de baile con disfraces (morisco). Tuvo lugar en la celebración de la boda de una dama de honor de la reina de Carlos VI de Francia en París el 28 de enero de 1393. El rey y cinco cortesanos se vistieron como hombres salvajes de los bosques, con disfraces de lino y brea. Cuando se acercaron mucho a una antorcha, los bailarines se incendiaron. (Este episodio puede haber influenciado el relato corto de Edgar Allan Poe "Hop-Frog".) Tales bailes con disfraces eran un lujo especial de la corte ducal de Borgoña.
Los bailes de máscaras se extendieron hasta festividades públicas con disfraces en Italia durante el Renacimiento del siglo XVI (en italiano, maschera). Eran generalmente danzas elaboradas llevadas a cabo por miembros de las clases sociales superiores, y eran particularmente populares en Venecia. Han sido asociadas con la tradición del Carnaval de Venecia. Con la caída de la República de Venecia hacia el final del siglo XVIII, el uso y la tradición de las máscaras comenzó gradualmente a declinar, hasta que desaparecieron por completo.

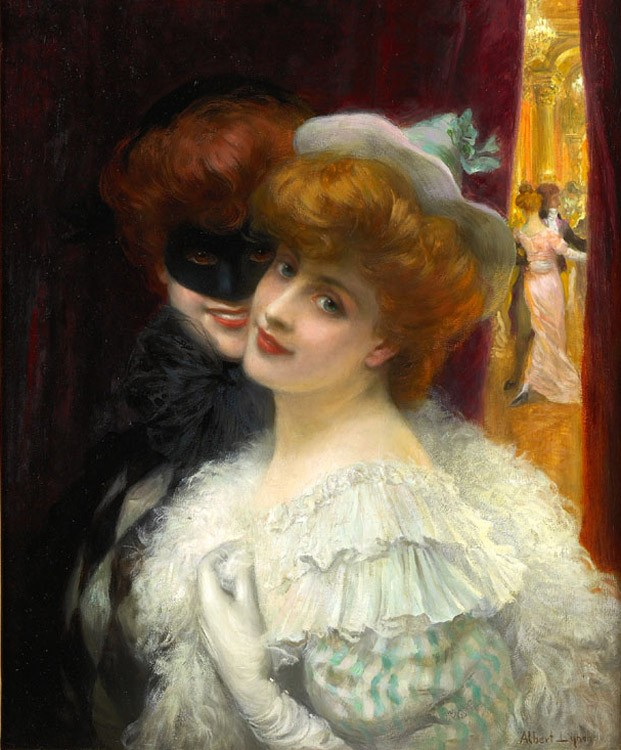
Le bal masqué, óleo sobre tela de Albert Lynch

Se volvieron populares a lo largo de Europa continental en los siglos XVII y XVIII, en ocasiones con resultados fatales. Gustavo III de Suecia fue asesinado en un baile de máscaras por el descontento noble Jacob Johan Anckarström, un evento el cual Eugène Scribe y Daniel Auber tornaron en la ópera Gustavo III. El mismo evento fue la base de la ópera de Giuseppe Verdi Un baile de máscaras, aunque los censores en la producción original lo forzaron a retratarlo como una historia ficticia ocurrida en Boston. La mayoría venía de países como Suiza e Italia.
John James Heidegger, un conde suizo que llegó a Italia en 1708, es acreditado como el que introdujo la moda veneciana de un baile de máscaras semi-público, al cual uno podría suscribirse, en Londres a principios del siglo XVIII, llevándose a cabo el primero en el Teatro Haymarket. Los jardines públicos de Londres, como los Vauxhall Gardens, reformados en 1732, y los Ranelagh Gardens, proveyeron de ambientes exteriores óptimos, donde personajes enmascarados y disfrazados se mezclaban con la multitud. La reputación de comportamiento impropio, mujeres sin escolta y asignaciones motivaron un cambio de nombre, al veneciano ridotto tal como "The Man of Taste" (El hombre de gusto) observó en 1733;

In Lent, if masquerades displease the town,

Call 'em Ridottos and they still go down"
"En Cuaresma, si los enmascarados desagradan al pueblo,

Llámenlos Ridottos y serán mal acogidos"
The Man of Taste, 1733

Un vestuario estándar como un disfraz de los bailes era el "Vandyke", improvisado a semejanza de las ropas usadas en los retratos de Van Dyck: The Blue Boy de Thomas Gainsborough es el ejemplo más familiar, y un recordatorio de la popularidad a finales del siglo XVIII en Inglaterra de retratos en esos ropajes.

A lo largo del siglo XVIII los bailes con máscaras se volvieron populares en el Estados Unidos colonial. Su prominencia no quedó sin respuesta; un movimiento significativo anti-máscaras creció junto con los bailes. Los escritores anti-máscaras, entre ellos algunos tan notables como Samuel Richardson sostuvieron que los eventos promovían la inmoralidad y la "influencia extranjera". Mientras que ellos en ocasiones eran capaces de persuadir a las autoridades hacia sus puntos de vista, particularmente después del terremoto de Lisboa de 1755, la aplicación de medidas diseñadas para terminar los bailes de máscaras fueron a lo sumo inconsistentes, y los bailes de máscaras continuaron como "suscripciones" semi-privadas. En los años 1770 londinenses de moda iban a los bailes de máscaras organizados por Teresa Cornelys en la Carlisle House en Soho Square, y después en el Panteón de Londres.
Los bailes de máscaras fueron a veces utilizados como un juego entre los invitados. Los enmascarados se vestían supuestamente para no ser identificables. Esto creaba un tipo de juego para ver si un invitado podría identificar las identidades de los demás. Esto añadió un efecto humorístico a muchas máscaras y permitió una versión más entretenida de los típicos bailes.
Uno de los más notables bailes de máscaras del siglo XX fue llevado a cabo en el Palacio Labia en Venecia el 3 de septiembre de 1951, organizado por Carlos de Beistegui.

## Los bailes de máscaras en Barcelona
Los bailes de máscaras celebrados durante las temporadas de carnaval vivieron un importante auge a lo largo del siglo XIX. Antes de la creación del Gran Teatro del Liceo, en 1847, numerosas salas y teatros como la Lonja, el Teatro Principal o la Patacada ofrecieron estas fiestas para la sociedad barcelonesa. El éxito fue tan destacado que solo un año después de la inauguración del Gran Teatro del Liceo, el coliseo de la Rambla empezó a programar bailes de carnaval. La historia carnavalesca del teatro se extendió durante ochenta y ocho años: desde 1848 hasta 1936.